# Rohani Mária
A Rohani Mária (olaszul: Maria di Rohan) Gaetano Donizetti háromfelvonásos operája (opera seria). A szövegkönyvet Salvadore Cammarano írta Joseph-Philippe Simon és Edmond Badon Un duel sous le cardinal de Richelieu című drámája alapján. A művet 1843. június 5-én mutatták be először a bécsi Kärtnertortheaterben. Magyarországon a Pesti Városi Német Színházban játszották először 1845. január 4-én.

## Szereplők
| Szereplő                  | Hangfekvés     | Az ősbemutató szereposztása |
| ------------------------- | -------------- | --------------------------- |
| Maria, Rohan grófnője     | szoprán        | Eugenia Tadolini            |
| Riccardo, Chalais grófja  | tenor          | Carlo Guasco                |
| Enrico, Chevreuse hercege | bariton        | Giorgio Ronconi             |
| Armando di Gondi          | tenor vagy alt | Michele Novaro              |
| Suze vikomtja             | basszus        | Friedrich Becher            |
| de Fiesque                | basszus        | Gustav Hölzel               |
| Aubry, Chalais titkára    | tenor          | Anton Müller                |

## Cselekmény
- Helyszín: Franciaország
- Idő: XIII. Lajos kora

### Első felvonás
Maria és Riccardo szerelmi kapcsolata régen megszakadt, a grófnő pedig titokban férjhez ment Enricóhoz, Chevreuse hercegében, aki egy párbajban megölte Richelieu bíboros egyik unokaöccsét és emiatt halálra ítélték. Maria felkeresi volt kedvesét, aki a király egyik bizalmi embere és megkéri, hogy járjon közbe kegyelemért Enrico számára. Riccardo próbálkozása sikerrel jár, s Enrico kiszabadul. Közben azonban találkozásuk nyomán mindkettőjükben feltámad a régi szerelem. Di Gondi, az egyik udvaronc sértő megjegyzéseket tesz Maria múltjára. Riccardo ezért párbajra hívja ki Gondit. Éppen ekkor érkezik Riccardóhoz a börtönből kiszabadult Enrico, hogy köszönetet mondjon pártfogójának. Értesülvén a kihívásról, kötelességének érzi, hogy párbaj segédként felajánlja szolgálatait megmentőjének.

### Második felvonás
A párbaj előtt Riccardo levelet ír Mariának, amit átad szolgájának Aubrynak azzal a kéréssel, hogy halála esetén juttassa el azt az asszonynak. Maria megtudja, hogy Richelieu visszakerült a király bizalmába és bosszút forral Riccardo ellen. Felkeresi Riccardót és beszámol neki a hírről. Alighogy néhány szót válthattak egymással, férje tűnik fel. Mariának csak annyi ideje marad, hogy elbújjon a sarokban. Enrico emlékezteti Riccardót, hogy eljött a párbaj ideje. Riccardo előreküldi, mert előbb búcsút akar venni Mariától. Beszélgetésüket Aubry zavarja meg egy szörnyű hírrel: Gondi méltatlankodott ellenfele késése miatt, ezért Enrico, mint párbajsegéd magára vállalta a kihívó szerepét és összecsaptak. Riccardo kétségbeesetten elrohan, hogy leállítsa a helyette párbajozókat.

### Harmadik felvonás
Enrico szerencsére csak könnyebb sérülést szenvedett a párbajban. Riccardo otthonukba kíséri őket. Közben értesül róla, hogy Richelieu emberei felforgatták házát és megszerezték azt a levelet, amelyet a párbaj előtt Mariának írt. Enrico tudja, hogy az újabb párbajjal nemcsak magát, hanem minden barátját és pártfogóját is nagy veszélybe sodorta. Egy titkos kijáraton elmenekíti jótevőjét, aki megígéri, hogy amint lehet, visszatér. Megérkezik Richelieu embere és átadja Enricónak a levelet, akit lesújt annak tartalma, mivel nem tudott asszonyának múltjáról. Hamarosan visszatér Riccardo. Maria minden kérlelése ellenére vérig sértett férje párbajra hívja ki korábbi megmentőjét. A két férfi mindenre elszántan távozik a kastély pincéjébe. Megérkeznek a bíboros emberei, hogy letartóztassák Riccardót. Hirtelen lövés hallatszik. Enrico lép ki az ajtón és elmondja, hogy Riccardo nem várta meg a párbajt, önkezével vetett véget életének.

## A történet valós háttere
A fiktív történet középpontjában valóságos személy, Marie de Rohan-Montbazon („Rohani Mária”), Chevreuse hercegnéje, Richelieu bíboros esküdt ellensége áll. 1626-ban Marie viszonyt kezdett Henri de Talleyrand-Périgord-ral, Chalais grófjával (az operában „Riccardo”), összeesküvésre bírta, de Chalais gróf rajtavesztett, felségárulásért kivégezték.  Marie valódi férje, Claude de Lorraine, Chevreuse hercege az operában „Enrico” néven szerepel.